# شينيتشي فوجتا
شينيتشي فوجِتا (باليابانية: 藤田 慎一) (10 أبريل 1973 في أوساكا في اليابان – )؛ هو لاعب كرة قدم ياباني سابق كان يلعب كمدافع.

## وصلات خارجية
- شينيتشي فوجتا على موقع رابطة كرة القدم اليابانية للمحترفين (اليابانية)